# Kloster Koenigsbruck
Kloster Koenigsbruck (Königsbrück) war eine Zisterzienserinnenabtei im Heiligen Forst (Forêt d’Haguenau) bei Haguenau im Elsass. Es lag an der Sauer in der Nähe des Gasthofs Au Vieux Couvent. Der nächstgelegene Ort ist Leutenheim.

## Geschichte
Das Kloster wurde gegen 1140 (nach anderen Angaben erst 1152) von Herzog Friedrich dem Einäugigen gestiftet. Es gehörte zu den reichsten Klöstern im Elsass und genoss Zollfreiheit für ein Rheinschiff. 1232 besetzte man das neu gegründete Kloster Heilsbruck, in der Diözese Speyer, mit Nonnen aus dem hiesigen Konvent.
In den Bauernkriegen wurde es 1525 und nochmals 1621 geplündert. Von 1621 bis 1673 hielten sich die Nonnen in Haguenau auf. Beim Wiederaufbau im 18. Jahrhundert errichtete Peter Thumb die Klosterkirche. Während der Französischen Revolution fand das Kloster sein Ende. Die Nonnen zogen anschließend nach Kloster Lichtenthal bei Baden-Baden.

## Bauten und Anlage
Von dem bis auf eine Mühle abgebrochenen Kloster sind nur einige Grundmauern erhalten. Mehrere Altäre sind in die Kirche von Rœschwoog gelangt. In Haguenau ist das 1748 errichtete Hôtel de Koenigsbruck mit Schmiedearbeiten erhalten (Grand-Rue 142, als Monument historique seit 1930 inventarisiert).